# البراني (مسلسل)
البراني هو مسلسل تلفزيوني جزائري درامي عرض في رمضان 1445 هـ (2024) على شاشة قناة الشروق العامة. لقى المسلسل متابعة ومشاهدة على اليوتيوب واهتماما كبيرين من الجزائريين. يتحدث حول قصة عائلية معقّدة تجسدها عائلة البراني التي تتكون من ثلاثة إخوة، لكل منهم مساره الخاص في الحياة.

## القصة
يركز المسلسل على موضوع الحوار داخل العائلة الجزائرية، والعلاقات المعقدة بين الإخوة، بالإضافة إلى الجريمة المنظمة التي تحيط بهم. يقدم المسلسل شخصيات متنوعة، لكل منها قصته الخاصة، ونرى كيف تواجه هذه الشخصيات صعوبات الحياة وتحدياتها. و يتطرق إلى عالم الجريمة، حيث يدخل إلى دهاليز المافيا وتجار المخدرات والسلاح، في جو لا يخلو من الأكشن والمطاردات البوليسية.

## الممثلون
- مصطفى لعريبي[2]
- خالد بن عيسى
- كريمو دراجي
- عايدة عبابسة
- بوعلام بناني
- ياسمين عمّاري
- أحمد مدّاح
- يامنة
- حميد كريم
- مينا لشطر
- محمد بوشايب

## الانتقادات
وقد استطاع المسلسل منذ حلقته الأولى، إثارة الجدل في الجزائر، وذلك بسبب مشهد تعاطي المخدرات، والذي أظهر أشخاصا يتعاطون المخدرات قبل أن تفارق الفتاة الحياة نتيجة جرعة زائدة. ورأى الكثيرون أن المسلسل يروج للمخدرات بشكل مبالغ فيه.